# Українське телевізійне кіно
Українське телевізійне кіно – галузь української кіноіндустрії, яка спеціалізується на створенні фільмів для телебачення.

## Початок діяльності
Перша телевізійна трансляція в Україні відбулася 1 лютого 1939 року. В невеликій студії в Києві тривав 40-хвилинний ефір під час якого показали портрет Григорія Орджонікідзе.
Однак війна зупинила розвиток українського телебачення. Відновлення роботи телебачення відбулося 6 листопада 1951 року. Тоді київський телецентр випустив в ефір фільм Міхаіла Чіаурелі «Велике зарево» (1938). Регулярний ефір в Київському телецентрі розпочався в 1956 році.

## Виникнення телестудій в Харкові, Львові, Дніпрі
В Харкові любительський телецентр виник в 1947 році. В 1953 місцева влада приймає рішення створити в місті свій промисловий телецентр. Перша програма на Харківському телебаченні вийшла 1 травня 1955 року. Таким чином Харків став четвертим містом в СРСР після Москви, Ленінграду та Києва зі своїм телебаченням.
В 1954 році також засновується телестудія у Львові.
30 квітня 1958 року заставкою «Показує Дніпропетровськ» починається офіційна історія Дніпропетровського телебачення.

## СтворенняУкртелефільму
1965 рік – постановою Ради Міністрів УРСР у Києві виникає студія Укртелефільм – єдина радянська кіностудія, яка спеціалізується на фільмах виключно для телебачення. В підпорядкування Укртелефільму переходять регіональні телестудії. Зазвичай регіональні телестудії знімали фільми в себе, тоді як монтажем, звуком і копіюванням займалися у Києві.
Крім Укртелефільму фільми для телебачення в Україні знімали Одеська кіностудія та Київська кіностудія імені Олександра Довженка. На останній знімати телевізійне кіно почали в 1968 році односерійною стрічкою Марка Орлова «До міста прийшло лихо» та фільмом Олександра Муратова і Миколи Рашеєва «Маленький шкільний оркестр».

## Самарій Зелікін та Харківська студія телебачення
Харківська студія телебачення здобула визнання завдяки документальним телефільмам Самарія Зелікіна. Знявши в Харкові картини «У наших друзів моряків» (1958), «Книга дружби» (1959), «Слово про Україну» (1961), «За законами нашого завтра» (1965), «Тореадори з Васюківки» (1965), «Живе людина на околиці» (1966), «Революція продовжується» (1967), «Шинов та інші» (1967), Зелікін переїхав до Москви.
Фільм Самарія Зелікіна «Тореадори з Васюківки» за однойменним твором Всеволода Нестайка отримав призи на міжнародних фестивалях в Мюнхені та Олександрії (Єгипет). Суперечку всесоюзного масштабу викликає документальний фільм Зелікіна «Шинов та інші» (1967) про незвичного водія харківського тролейбусу, який розважав пасажирів під час маршруту, але потім був звільнений з роботи. Фільм проводив розслідування цього інциденту, надаючи мову всім учасникам інциденту. Картина закінчувалася написом «Кінець?». На Всесоюзному фестивалі телефільмів в Москві фільм завоював приз за найкращий проблемний фільм та приз Союзу кінематографістів.
В своїй статті «Отсроченная премьера» кінокритик Муратов С. А. стверджує, що «Шинов» утвердив напрямок в радянському публіцистичному кіно – телефільм з відкритим фіналом.

## Феномен львівського м'юзиклу
Якщо Харківська та Дніпропетровська телестудія спеціалізувалися на випуску документальних фільми на типові для Радянського Союзу теми, то Львівське телебачення випускало мюзикли.
У 1967 році львівські телевізійники знімають перший музичний телефільм «Залицяльники» про молодь, яка їде в Карпати. Режисером і сценаристом фільму був Мирослав Скочиляс, у фільмі використовується музика оркестру «Медікус» та Кос-Анатольського. Фільм користується успіхом, на Новий рік його навіть показують на Центральному телебаченні в Москві.
Новорічний успіх «Залицяльників» повторюють «Сійся родися», «Червона рута», «Ти + я = весна». У фільмі «Червона рута» з'являється Софія Ротару та Володимир Івасюк, в картині «Ти + я = весна» – ансамбль «Смерічка».
Всі ці фільми використовують тему Карпат та гуцульський колорит, всесоюзна цікавість до фільмів видає їх екзотичний характер. Тоді ж таки в 1960-х тема Карпат та українського фольклору з'являється і в художніх фільмах Київської кіностудії, зокрема в фільмах українського «поетичного кіно».